# Оейсис
„Оейсис“ (на английски: Oasis, в превод оазис) е британска рок група, основана през 1991 година в Манчестър. През 1994 „Оейсис“ са изстреляни на върха на славата от блестящия си дебютен албум и се превръщат в една от най-популярните групи на 1990-те. Заедно с „Blur“ и „Suede“ са отговорни за изкачването на бритпопа на върха на класациите.

## История
Първоначално групата е създадена през 1991 под името „Рейн“ (Rain) от съучениците Лиъм Галахър (вокали), Пол „Боунхед“ Артърс (китара), Пол „Гигси“ Макгиган (бас) и Тони Маккаръл (барабани). След като работи няколко години като техник към турнето на The Inspiral Carpets, през 1993 Ноуъл Галахър се присъединява към групата на брат си Лиъм при две условия – да се прекръстят на „Оуейсис“ и Ноуъл да е автор на песните.
След продължителни репетиции „Оуейсис“ записват демо, което предават на Creation Records, които веднага подписват с групата. Първите няколко сингъла, издадени през пролетта и лятото на 1994, са изключително успешни. Когато през есента на 1994 излиза дебютният албум „Definitely Maybe“, той дебютира директно на първо място в британските чартове и се превръща в най-бързо продавания дебютен албум в историята. В САЩ „Definitely Maybe“ достига златен статус през следващата година, най-вече заради MTV хитовете „Live Forever“ и „Supersonic“.
Въпреки огромната им популярност след само един издаден албум, обтегнатите отношения между членовете на групата заплашват тя да се разпадне. Братята Галахър се карат открито пред медиите, отказват да дават общи интервюта, предприемат медийна война срещу Блър, а барабанистът Тони МакКаръл внезапно напуска в началото на 1995 след кавга с Лиъм Галахър. На негово място идва Алан Уайт. Въпреки всичко „Оуейсис“ успяват да преодолеят трудностите и в края на 1995 се завръщат с албума „(What's The Story) Morning Glory“, който дебютира на първо място във Великобритания и става вторият най-продаван албум в британската история. Албумът достига 10 място в САЩ.
През 1996 „Оуейсис“ прекъсват американското си турне и започват записи на новия си албум „Be Here Now“. За разлика от предните два, записите отнемат месеци и най-накрая приключват през пролетта на 1997.
„Be Here Now“ е издаден през август 1997 с положителни рецензии и добро представяне на чартовете. Въпреки че Оейсис затвърждават статуса си на рок величия, критиците и публиката забелязват, че новият им албум не се доближава до класата на предшествениците си.
Известният холивудски актьор Джони Деп е записвал два пъти с британската банда Oasis. Най-запомнящо се е участието му като водещ китарист в парчето Fade In-Out от албума Be Here Now(1997). Ноуел Галахър бил прекалено пиян, за да ги изпълни сам.
Записите за четвъртия им студиен албум започват чак през 1999. През лятото на същата година Боунхед напуска „Оуейсис“. Анди Бел и Джем Арчър се присъединяват към групата през 2000 година, след като излиза албума „Standing On The Shoulder Of Giants“. През есента на 2000 Оейсис издават първия си концертен албум „Familiar to Millions“.
През 2002 издават петия си студиен албум „Heathen Chemistry“. Албумът, както и синглите „Hindu Times“ и „Songbird“, не се оказват особено успешни. Последвалото турне отново не минава без инциденти. Ноуъл Галахър, Анди Бел и кийбордистът Джей Дарлингтън претърпяват автомобилна катастрофа по време на американското турне. В Мюнхен по време на европейското турне Лиъм Галахър и Алан Уайт заедно с част от антуража им взимат участие в сбиване в клуб в Мюнхен. По време на боя, един от антуража е повален с пепелник, докато Лиъм губи два от предните си зъби, а Уайт се налага да бъде прегледан на скенер, заради понесени удари по главата. Тестовете показват, че Лиам е използвал и кокаин.
Издаването на следващ албум се забавя, заради освобождаването на продуцентите от дуото Death in Vegas и напускането на Алан Уайт в началото на 2004. Синът на Ринго Стар, Зак Старки, е ангажиран от групата като нов барабанист за новите турнета и записи, но групата официално се състои от четиримата останали членове. „Don't Believe The Truth“ излиза през май 2005.
Турнето продължава от май 2005 до април 2006 след което групата излиза в почивка. Същата година групата издава компилацията Stop the Clocks, заради изтичащия им договор със Sony BMG.
През февруари 2007 групата получава статуетката от Британските награди за Значителен принос към музиката. Групата изпълнява 5 песни, заедно със Зак Старки, който се очаква да бъде привлечен като официален член и барабанист след края на турнето си с the Who на Гластонбъри 2007. Записването на нов албум се отлага за тогава.

## Състав
- Лиъм Галахър (вокал, текст)
- Ноел Галахър (китара, текст, вокал, беквокал)
- Джем Арчър (ритъм китара, текст)
- Анди Бел (баскитара, текст)
- Зак Старки (барабани)

### Бивши членове
- Пол Артърс (ритъм китара)
- Тони Маккаръл (барабани)
- Пол Макгуиган (баскитара)
- Алан Уайт (барабани)

## Дискография

### Сингли
- „Supersonic“ (11.04.1994)
- „Shakermaker“ (13.06.1994)
- „Live Forever“ (08.08.1994)
- „Cigarettes & Alcohol“ (10.10.1994)
- „Whatever“ (18.12.1994)
- „Some Might Say“ (24.04.1995)
- „Roll With It“ (14.08.1995)
- „Morning Glory“ (15.09.1995)
- „Wonderwall“ (30.10.1995)
- „Don't Look Back In Anger“ (19.02.1996)
- „Champagne Supernova“ (13.05.1996)
- „D'You Know What I Mean?“ (07.06.1997)
- „Stand By Me“ (22.10.1997)
- „All Around The World“ (12 януари 1998)
- „Dont Go Away“ (19.02.1998)
- „Go Let It Out“ (07.02.2000)
- „Who Feels Love?“ (17.04.2000)
- „Sunday Morning Call“ (03.07.2000)
- „The Hindu Times“ (15.04.2002)
- „Stop Crying Your Heart Out“ (17.06.2002)
- „Little By Little/She Is Love“ (23.09.2002)
- „All Around The World“ (12 януари 1998)
- „Songbird“ (03.02.2003)
- „Lyla“ (16.05.2005)
- „The Importance Of Being Idle“ (22.08.2005)
- „Let There Be Love“ (28.11.2005)

### Албуми
1. „Definitely Maybe“ (1994)
2. „(What's The Story) Morning Glory?“ (1995)
3. „Be Here Now“ (1997)
4. „Standing On The Shoulder Of Giants“ (2000)
5. „Heathen Chemistry“ (2002)
6. „Don't Believe The Truth“ (2005)
7. „Dig out your soul“ (2008)

### Концерти и ДВД-та
- „Live By The Sea“ (1995)
- „...There and Then“ (1996)
- „Familar To Millions“ (2000)
- Definitely Maybe (DVD) 2004)

## Компилации
- „The Masterplan“ (1998)
- „Stop The Clocks“ (2006)